# Gościejewice
Gościejewice (prononciation : [ɡɔɕt͡ɕejɛˈvit͡sɛ]) est un village polonais de la gmina de Bojanowo dans le powiat de Rawicz de la voïvodie de Grande-Pologne dans le centre-ouest de la Pologne.
Il se situe à environ 5 kilomètres au nord-est de Bojanowo (siège de la gmina), à 15 kilomètres au nord de Rawicz (siège du powiat) et à 75 kilomètres au sud de Poznań (capitale régionale).
Le village possédait une population de 458 habitants en 2012.

## Histoire
De 1975 à 1998, le village faisait partie du territoire de la voïvodie de Leszno.

Depuis 1999, Gościejewice est situé dans la voïvodie de Grande-Pologne.